# Ignaz Philipp Dengel
Ignaz Philipp Dengel (* 22. Juni 1872 in Elbigenalp; † 9. September 1947 in Innsbruck) war ein österreichischer Historiker.

## Leben
Er studierte 1892 zunächst an der Rechtswissenschaftlichen Fakultät an den Universität Innsbruck. Ein Jahr später wechselte er zu den Disziplinen Geschichte, Geographie und Germanistik an die Philosophische Fakultät und setzte sein Studium ab 1894 in Berlin fort. Seit dem Studium war er Mitglied der katholischen Studentenverbindungen KAV Suevia Berlin und AV Austria Innsbruck. In Innsbruck wurde er 1899 bei Ludwig von Pastor promoviert.
1899 bis 1911 war er Forschungsstipendiat am Österreichischen Historisches Institut in Rom an der Edition der Nuntiaturberichte, von 1901 bis 1901 war er Beamter an der Universitätsbibliothek Innsbruck.
1905 wurde er Privatdozent und habilitierte sich 1905 bei Pastor im Fach Geschichte der Neuzeit. 1909 wurde er zum außerordentlichen Professor an der Universität Innsbruck ernannt und war dort ab 1917 ordentlicher Professor (Ordinarius) für Geschichte der Neuzeit. Nach dem Anschluss Österreichs 1938 wurde er seiner Position enthoben und mit verminderten Bezügen in den Ruhestand versetzt, 1945 wurde er rehabilitiert und ging 1946 in den Ruhestand.
Von 1929 bis 1938 war er daneben als Nachfolger von Pastor Direktor des Österreichischen Historischen Instituts in Rom, das 1935 unter seiner Leitung in das Österreichische Kulturinstitut umgewandelt wurde.

## Schriften (Auswahl)
- Die politische und kirchliche Tätigkeit des Monsignor Josef Garampi in Deutschland 1761–1763. Geheime Sendung zum geplanten Friedenskongress in Augsburg und Visitation des Reichsstiftes Salem. Rom 1905.
- Berichte von Bischöfen über den Stand ihrer Diözesen. Beitrag zur Kirchengeschichte Österreichs im 16. und 17. Jahrhundert. In: Forschungen und Mitteilungen zur Geschichte Tirols und Vorarlbergs. 4, 1910, S. 95–160.
- Italien auf falschem Wege. Vom Irredentismus über den Nationalismus zum Imperialismus. Innsbruck 1919.
- (Hrsg.): Nuntiaturberichte aus Deutschland Abteilung 2, Band 5  Nuntius Biglia 1565–1566 (Juni). Commendone als Legat auf dem Reichstag zu Augsburg 1566. Leipzig / Wien 1926 (Digitalisat – Internet Archive).
- (Hrsg.): Nuntiaturberichte aus Deutschland. Abteilung 2, Band 6 Nuntius Biglia 1566 (Juni)–1569 (Dezember). Commendone als Legat bei Kaiser Maximilian II., 1568 (Oktober)–1569 (Jänner). Wien / Leipzig 1939.